# Cemil Topuzlu

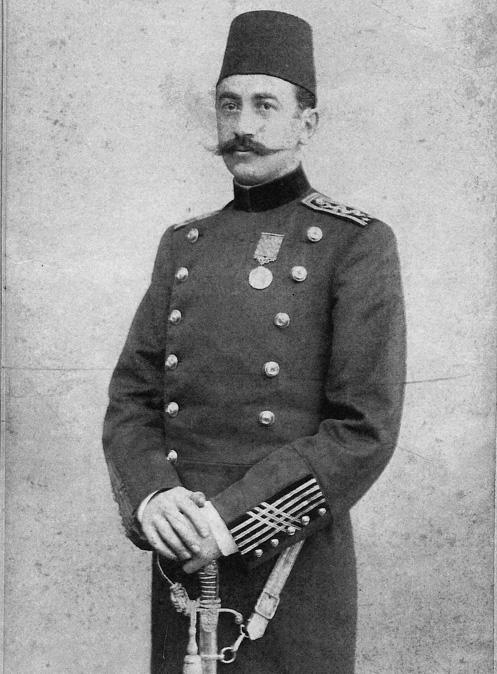
Cemil Topuzlu ok. 1900

Cemil Topuzlu, także Cemil Pasza (ur. 2 marca 1868, zm. 21 marca 1958) – turecki chirurg, pamiętany za pionierskie osiągnięcia w wielu dziedzinach. Jako jeden z pierwszych przeprowadził bezpośredni masaż serca.

## Życiorys
Na początku swojej kariery pracował przez trzy lata jako asystent francuskiego chirurga Jules’a Peana. Następnie prowadził praktykę chirurgiczną w Stambule. Na początku XX wieku, u schyłku Imperium Osmańskiego, piastował urząd burmistrza Stambułu i Ministra Budownictwa. W uznaniu jego zasług nazwano jego imieniem ulicę w Stambule, a także amfiteatr (Cemil Topuzlu Harbiye Açık Hava Tiyatrosu), ukończony w 1947 roku.

## Dorobek naukowy
27 sierpnia 1903 u jednego z jego pacjentów, poddanego zewnętrznej uretrotomii pod znieczuleniem chloroformowym, doszło do zatrzymania akcji serca. Cemil Topuzlu wykonał wtedy masaż serca przy otwartej klatce piersiowej. Wprowadził pojęcie "nie resuscytować" w przypadku pacjentów z poważnymi chorobami naczyniowymi i innych układów, gdzie przewidywana długość życia jest bardzo krótka. Opracował nowe techniki szwów naczyniowych, przedstawione na Międzynarodowym Kongresie Medycznym w Moskwie w sierpniu 1897 i na dorocznym Congress of the Societe de Chirurgie de Paris w lipcu 1904. Przedstawił wtedy dwa przypadki rozdarcia tętnic podczas resekcji raka piersi i zszycia uszkodzenia jeszcze podczas tej operacji. W 1903 roku usunął podczas tracheotomii nasadkę ołówka z prawego oskrzela u 7-letniej dziewczynki.